# Tadeusz Cieśla
Tadeusz Cieśla ps. „Żbik” (ur. 31 lipca 1919 w Białobokach, zm. 9 lipca 1952 w Warszawie) – polski wojskowy.

## Życiorys
Syn Jana i Karoliny z Majchrów. Szkołę powszechną ukończył w 1929 w Przeworsku, gimnazjum w 1939 w Jarosławiu.
W czasie okupacji niemieckiej mieszkał w Sanoku. W maju 1940 zatrzymany przy przekraczaniu granicy polsko-węgierskiej i zesłany do obozu koncentracyjnego w Auschwitz-Birkenau (nosił tu nr 3715), a następnie do obozu w Litomierzycach (podobozu Flossenbürg (KL), niem. KZ-Außenlager Leitmeritz). W Auschwitz działał w obozowej konspiracji. W grudniu 1944 zbiegł z obozu w Litomierzycach, do marca 1945 ukrywał się w Pradze, potem u rodziców w Skoczowie. Już we wrześniu 1945 wraz z pięćdziesięcioosobowym oddziałem AK mjr. Dragana Sotirovicia „Draży” nielegalnie przekroczył granicę, dotarł do 2 Korpusu gen. Władysława Andersa. Podjął się niebezpiecznego zadania – przeprowadzania przez granicę osób spalonych w kraju, rodzin oficerów 2. Korpusu, żołnierzy AK. W czerwcu 1948 został samodzielnym kierownikiem Biura Planowania przy II Oddziale 2 Korpusu gen. Andersa, kierował akcją przerzutu osób z Polski na Zachód i odwrotnie. Aż 12 razy nielegalnie przyjeżdżał i przychodził do Polski, dwa razy aresztowany przez czeską bezpiekę, zdołał zbiec. Podobnie, dwukrotnie aresztowany w Polsce – 22 XI 1946, został zwolniony z braku dowodów winy, a w końcu lutego 1948, zatrzymany przez WOP, zdołał uciec, wyskakując w biegu z pociągu.
Gdy dowiedział się, że jego młodszy brat Edward, żołnierz AK, został aresztowany w kraju, zamierzał z pomocą oddziału NOW uwolnić go z więzienia. Plany się nie powiodły, a Edward Cieśla został stracony w Opolu 9 sierpnia 1952. Tadeusz Cieśla został ujęty 12 listopada 1949 w rejonie Żytawy przy kolejnej próbie przekroczenia granicy. WSR w Warszawie pod przewodnictwem mjr. Widaja skazał go 21 grudnia 1950 na podst. art. 7 Dekretu z 13.06.1946 na karę śmierci. 11 maja 1951 NSW wyrok ten utrzymał w mocy, uznając, że „miarą jego aktywności jest fakt, że w wypadkach szczególnie ważnych i odpowiedzialnych podejmuje się osobistej interwencji, wykazując dużo inicjatywy i pomysłowości, uporczywości i zdecydowania przy wykonaniu zamierzonego względnie zleconego zadania”. Prezydent Bierut nie skorzystał z prawa łaski. Stracony 9 lipca 1952. Na wniosek WiN oraz Towarzystwa Opieki nad Oświęcimiem SWOW 26 stycznia 1996 unieważnił wyrok b. WSR w Warszawie.
Dokładne miejsce pochówku nieznane. Mogiła symboliczna na Cmentarzu Wojskowym w Warszawie w Kwaterze „na Łączce”.